# Crítica de l'art

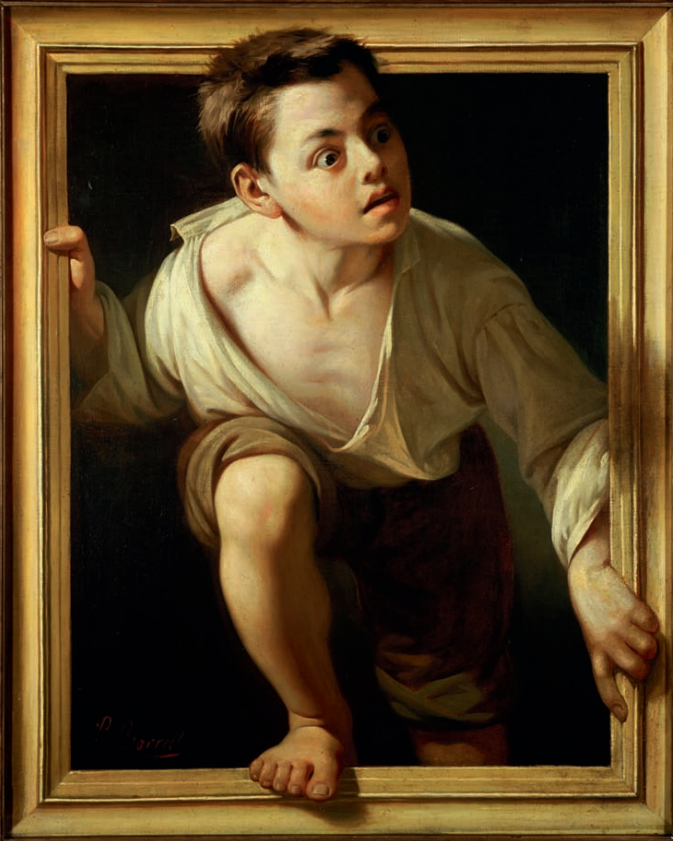
Fugint de la Crítica, obra de Pere Borrell del Caso de 1874

La crítica de l'art és l'efecte d'avualuar una obra d'art. El crític d'art realitza els seus judicis habitualment a partir de valors estètics, seguint la teoria de la bellesa, i també seguint criteris morals i polítics. Actua d'aquesta manera esdevenint un referent per al gust del públic. Un dels objectius de la crítica és la recerca d'una base racional per a l'apreciació de l'art.
La varietat de moviments artístics s'ha traduït en una divisió de la crítica d'art en diferents disciplines, cadascuna en funció de criteris molt diferents per als seus judicis de valor. La divisió més comuna en el camp de la crítica és entre la crítica històrica i l'avaluació, una forma d'història de l'art i la crítica contemporània de l'obra dels artistes vius.
Malgrat la percepció que la crítica d'art és una activitat de risc molt més baix que fer art, les opinions d'art actual estan sempre subjectes a correccions dràstiques amb el pas del temps. Alguns moviments artístics van ser nomenats despectivament pels crítics i els artistes van adoptar el nom com una mena de medalla d'honor (per exemple, impressionisme, cubisme), oblidant l'inicial significat pejoratiu. Els artistes sovint han tingut una relació difícil amb els seus crítics. John Ruskin va afirmar sobre una famosa obra de James McNeill Whistler, Nocturn en Negre i Or, el coet que cau, que era pitjor que "llançar un pot de pintura a la cara del públic".

## Història

### Orígens
Malgrat les crítiques d'art poden tenir el seu origen en els orígens de l'art, es considera que la crítica d'art com a gènere va definir-se durant el segle xviii.
El primer escriptor d'adquirir una reputació de crític d'art a França La Font de Saint-Yenne, qui va escriure sobre el Saló de 1737, amb lobjectiu d'entretenir alhora que integrava la retòrica antimonàrquica en la seva prosa.
El també francès Denis Diderot és generalment reconegut com l'inventor modern de la crítica d'art. "El Saló de Diderot de 1765" va ser un dels primers intents reals per capturar l'art en les paraules. Segons l'historiador d'art Thomas E. Crow: "Quan Diderot va prendre la crítica d'art va ser als talons de la primera generació d'escriptors professionals que es dedicaven a oferir descripcions i judicis de pintura i escultura contemporània."
Una figura dominant en la crítica d'art del segle xix fou el poeta francès Charles Baudelaire. La seva primera obra publicada va ser el seu examen d'art del Saló de 1845, que va atreure l'atenció immediata per la seva audàcia. Moltes de les seves opinions crítiques eren una novetat en el seu temps, incloent la seva defensa de Delacroix i Courbet. Quan el famós quadre de Manet Olympia, mostrant una cortesana nua, va provocar un escàndol pel seu realisme flagrant, Baudelaire va treballar en privat amb el suport del seu amic.

### Segle XX

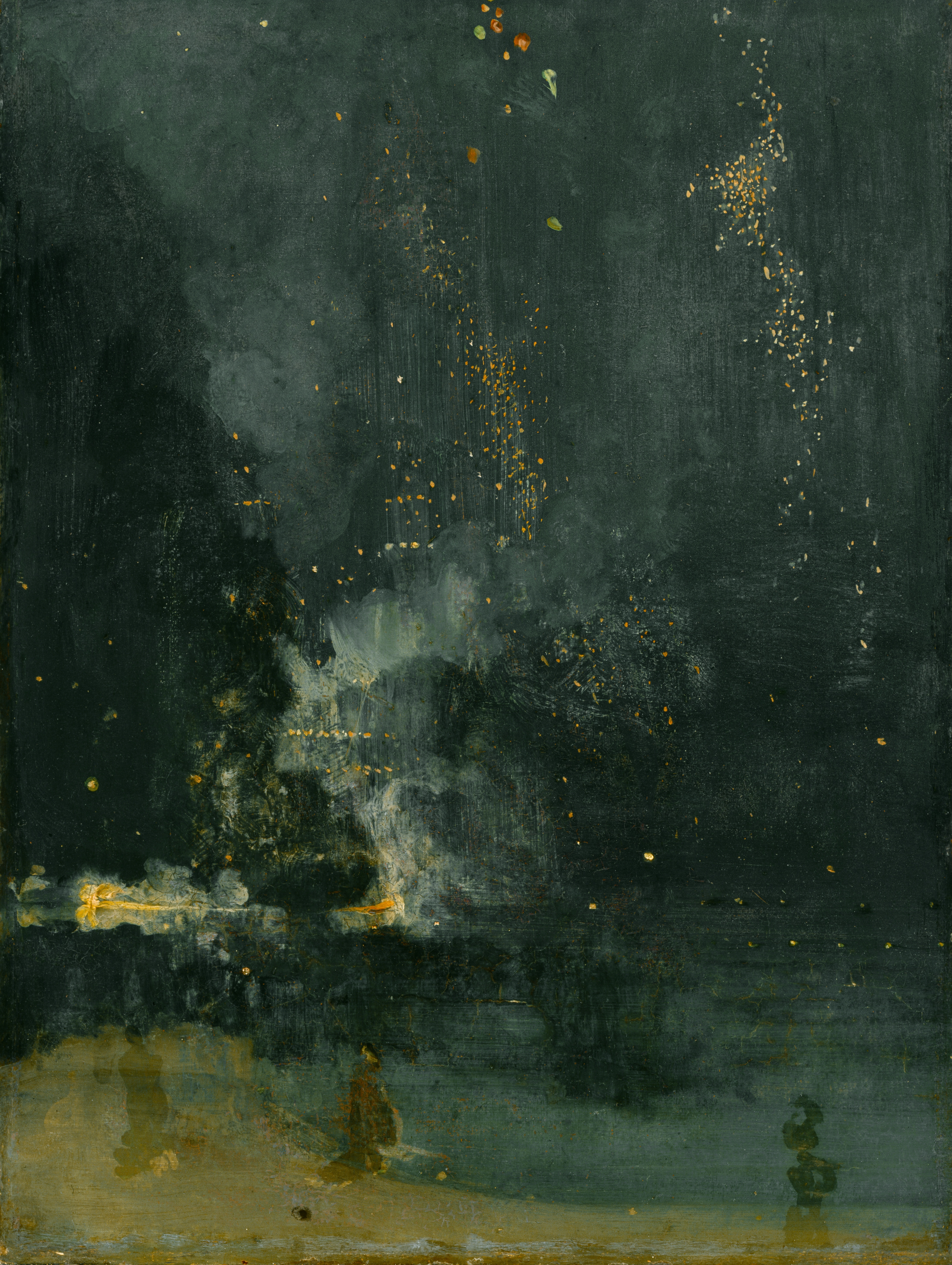
Nocturn en negre i or, el coet que cau de James McNeill Whistler

Els membres del Grup de Bloomsbury, Roger Eliot Fry i Clive Bell van ser notables dos crítics d'art del període d'abans de la guerra. Fry va presentar el post-impressionisme per al país, i Bell va ser un dels fundadors del formalisme. Herbert Read va defensar a artistes com Paul Nash, Ben Nicholson, Henry Moore i Barbara Hepworth.
Durant els anys de la guerra mundial i posteriorment tant les avantguardes artístiques de l'art com la crítica van agafar més força als Estats Units, i més concretament a Nova York. Peggy Guggenheim va obrir la seva galeria Art of this Century, i van sorgir artistes amb formació literària, entre ells Robert Motherwell i Barnett Newman, que també exercien de crítics.
Van sorgir relacions especials entre crítics i artistes, donant lloc a defenses com la que Clement Greenberg va advocar per Jackson Pollock i altres pintors com Clyfford Still, Mark Rothko, Barnett Newman, Adolph Gottlieb i Hans Hofmann. En canvi, Harold Rosenberg semblava preferir els pintors d'acció com Willem de Kooning i Franz Kline. Thomas B. Hess, l'editor gerent d'Art News, va defensar Willem de Kooning.
Els crítics d'art com a generadors d'estils i promotors artístics van anar agafant poder, arribant a decidir tendències i obviant a artistes que no els agradaven. Un exemple d'on podia arribar el poder de la crítica és quan el 1958 Mark Tobey va guanyar el primer premi de la Bienal de Venècia, cosa que no passava des de la victòria de Whistler, i els crítics van obviar la notícia, dedicant-li només algunes petites columnes en les revistes de més tirada.
Clement Greenberg va defensar l'expressionisme abstracte i a Jackson Pollock en particular, com l'epítom de valor estètic. Va qualificar l'obra de Pollock, com el millor de la seva època i la culminació d'una tradició artística que es remuntava a través de cubisme, Cézanne i Monet, en què la pintura es va fer cada vegada "més pur i més concentrada en el que hi era essencial. Altres crítics, com Harold Rosenberg i John Canaday, Meyer Shapiro i Leo Steinberg també van teoritzar sobre l'obra de Pollock i l'expressionisme abstracte.

### Actualment
Els crítics d'art actualment treballen en diferents mitjans de comunicació com són les revistes d'art especialitzades, els diaris, la televisió i la ràdio, i en museus i galeries. Molts també són emprats per les universitats o com a educadors d'art per als museus. Els crítics d'art organitzen exposicions sovint són cridats per escriure catàlegs d'exposicions. Tenen la seva pròpia organització no-governamental de la UNESCO, anomenada Associació Internacional de Crítics d'Art, que té al voltant de 76 seccions nacionals.

## Crítica d'Art a Catalunya
La crítica d'art va començar a difondre's a través de les pàgines de revistes i diaris a partir de la meitat del segle xix. Periodistes com Eugeni d'Ors van vindicar i teoritzar els nous moviments, mentre que artistes tan emblemàtics com Dalí o Perejaume van agafar la ploma per reflexionar sobre la seva obra. Els crítics d'art han estat agitadors, curadors, assessors, professors, tècnics i directors de museus o d'institucions artístiques.
Les crítiques d'art de Francesc Miquel i Badia, al Diario de Barcelona, van ser de les primeres que es van escriure a Catalunya. Aquest pioner va glossar, des del 1866, el gust academicista a les pàgines del rotatiu barceloní. Pocs anys després, Raimon Casellas advocava des de les pàgines de La Vanguardia (1892-1899) i de La Veu de Catalunya (1899-1910) pel moviment modernista. Eugeni d'Ors inaugurava el segle xx vindicant el Noucentisme a El Poble Català (1904-1906). Des de Glosari, la columna diària que tenia a La Veu de Catalunya i que firmava amb el pseudònim de Xènius, el periodista i assagista va exposar les teories estètiques, polítiques i culturals del Noucentisme. Alguns crítics contemporanis de D'Ors van ser Sebastià Gasch, Joaquim Folch i Torres, Rafael Benet i Joan Merlí.
Després de la Guerra civil espanyola i durant l'etapa franquista van destacar crítics com Àngel Marsà que va defensar a Jiménez-Balaguer en particular, Juan Eduardo Cirlot, Arnau Puig o Rafael Santos Torroella, que van glossar les avantguardes. Alexandre Cirici Pellicer, que va començar a escriure a la revista Serra d'Or als anys seixanta, va convertir-se en tota una referència per a molts artistes i crítics. Alicia Suárez i Mercè Vidal van continuar la tasca de Cirici a les mateixes pàgines de la publicació de divulgació cultural. Un altre crític cabdal del segle passat va ser Josep Palau i Fabre, tota una referència pels estudis i la difusió que va fer de l'obra del pintor malagueny Pablo Picasso.
A partir de la segona meitat del segle xx destaquen les crítiques de Josep Corredor-Matheos, Daniel Giralt-Miracle, Francesc Vicens, Mercedes Molleda, Francesc Miralles, Maria Lluïsa Borràs, Josep Iglésias del Marquet i el col·lectiu TMGFD, que formaven Joan Ramon Triadó, Francesc Miralles, Manuel Gudiol, Francesc Fontbona i Joaquim Dols. Altres crítics destacats són Víctòria Combalia, Maria Teresa Blanch, Glòria Picazo, Glòria Moure, Eugeni Bonet, Antoni Mercader, Manuel Clot, Menene Gras, Anna Maria Guasch, Pilar Parcerisas, Maria Josep Balsach, Joan Maria Minguet i Batllori, Josep Miquel Garcia, Abel Figueres, Conxita Oliver, Martí Peran, Manuel Borja-Villel, Vicenç Altaió, Carles Hac Mor o Ester Xargay. A València destaquen els estudis i els treballs de Vicente Aguilera Cerni o Tomás Llorens.
Amb la fi del franquisme, la premsa escrita en català es va normalitzar i els escriptors d'art van començar a publicar de manera més regular als diaris generalistes i a les revistes. A les pàgines d'art del diari Avui, coordinades primer per Daniel Giralt-Miracle i després per Pilar Parcerisas, han col·laborat una gran diversitat d'escriptors, artistes i crítics. Les pàgines del diari El País també han contribuït a difondre les crítiques i opinions d'artistes i escriptors. Tot sense oblidar revistes com Artilugi, Batik, Qüestions d'Art, Àrtics, D'Art, El Temps, Cave Canis, Arte Omega, Materia, Transversal, Papers d'Art, Bonart
Entre els historiadors d'art destaquen Joan Ainaud de Lasarte, Xavier Barral, Santiago Alcolea, Francesc Fontbona o Josep Gudiol. Alguns dels artistes més emblemàtics també van agafar la ploma per analitzar, explicar o fer balanç de la seva obra. Va ser el cas de Joaquim Torres i García o Salvador Dalí. Més tard, a partir de la segona meitat del segle xx, van agafar el relleu escriptors com Antoni Tàpies, el Grup de Treball o, més recentment, Antoni Llena i Perejaume.
L'Associació Catalana de Crítics d'Art (ACCA) engloba i representa més d'un centenar de crítics, historiadors i tractadors d'art. Aquesta associació va maldar durant molt de temps per ser reconeguda i, finalment, va ser autoritzada el 1978. Els presidents han estat Josep Corredor-Matheos, Daniel Giralt-Miracle, Arnau Puig, Josep Bracons i Pilar Parcerisas.